# Galatasaray Istanbul/Saison 1939/40
Die Saison 1939/40 von Galatasaray Istanbul war die 34. Saison in der Vereinsgeschichte und die 26. Saison in der İstanbul Futbol Ligi. Der Klub beendete die Saison auf dem 3. Platz. In der 4. Saison der Millî Küme wurden die Gelb-Roten Zweiter.

## Personalien

### Kader
| Nat.       | Name                 |
| Torhüter   | Torhüter             |
| ---------- | -------------------- |
| Turkei     | Osman İncili         |
| Turkei     | Avni Kurgan          |
| Abwehr     |                      |
| Turkei     | Lütfü Aksoy          |
| Turkei     | Faruk Barlas         |
| Turkei     | Adnan İncirmen       |
| Turkei     | Salim Şatıroğlu      |
| Mittelfeld |                      |
| Turkei     | Enver Arslanalp      |
| Turkei     | Yusuf Bahadır        |
| Turkei     | Celal Kibarer        |
| Turkei     | Musa Sezer           |
| Angriff    |                      |
| Turkei     | Salahattin Almay     |
| Turkei     | Eşfak Aykaç          |
| Turkei     | Nikola Büyükvafiadis |
| Turkei     | Necdet Cici          |
| Turkei     | Bülent Ediz          |
| Turkei     | Cemil Erlertürk      |
| Turkei     | Bedii Etingü         |
| Turkei     | Gündüz Kılıç         |
| Turkei     | Sarafim Madenli      |
| Turkei     | Nino Sarrafyan       |
| Turkei     | Süleyman Tekil       |

## Saison
Alle Ergebnisse aus Sicht von Galatasaray Istanbul.
Die Tabelle listet alle İstanbul-Futbol-Ligi des Vereins der Saison 1939/40 auf. Siege sind grün, Unentschieden gelb und Niederlagen rot markiert.

### İstanbul Futbol Ligi
| ST | Datum             | Gegner              | Ort                        | Ergebnis  | Tor(e) für Galatasaray Istanbul | Karte(n) für Galatasaray Istanbul |
| -- | ----------------- | ------------------- | -------------------------- | --------- | --- | --------------------------------- |
| 01 | 1. Oktober 1939   | Fenerbahçe Istanbul | Fenerbahçe Stadı, Istanbul | 0:1 (0:0) | keine | keine                             |
| 02 | 8. Oktober 1939   | Hilal SK 1          | Taksim-Stadion, Istanbul   | 3:0       | keine | keine                             |
| 03 | 15. Oktober 1939  | Istanbulspor        | Taksim-Stadion, Istanbul   | 2:3 (1:1) | 1:1 Büyükvafiadis (26.), 1:2 Aykaç (68.) | keine                             |
| 04 | 22. Oktober 1939  | Beykozspor          | Taksim-Stadion, Istanbul   | 4:1 (1:0) | 1:0 Erlertürk (9.), 2:0 Almay (60.), 3:0 Almay (68.), 4:1 Madenli (79.) | keine                             |
| 05 | 29. Oktober 1939  | Vefa Istanbul       | Şeref Stadyumu, Istanbul   | 7:0 (2:0) | 1:0 Erlertürk (6.), 2:0 Erlertürk (60.), 3:0 Büyükvafiadis (65. Elfmeter), 4:0 Büyükvafiadis (68.), 5:0 Almay (70.), 6:0 Almay (79.), 7:0 Erlertürk (85.)                                              | keine                             |
| 06 | 5. November 1939  | Topkapı SK          | Fenerbahçe Stadı, Istanbul | 9:0 (3:0) | 1:0 Erlertürk (16.), 2:0 Erlertürk (25.), 3:0 Erlertürk (33.), 4:0 Erlertürk (51.), 5:0 Büyükvafiadis (59. Elfmeter), 6:0 Madenli (67.), 7:0 Erlertürk (78.), 8:0 Erlertürk (83.), 9:0 Sarrafyan (89.) | keine                             |
| 07 | 12. November 1939 | Beşiktaş Istanbul   | Şeref Stadyumu, Istanbul   | 0:1 (0:1) | keine | keine                             |
| 08 | 19. November 1939 | Altıntuğ            | Taksim-Stadion, Istanbul   | 5:1 (2:1) | 1:0 Aykaç (12.), 2:1 Erlertürk (44.), 3:1 Aykaç (73.), 4:1 Madenli (78.), 5:1 Büyükvafiadis (85.) | keine                             |
| 09 | 26. November 1939 | Süleymaniye         | Fenerbahçe Stadı, Istanbul | 9:0 (5:0) | 1:0 Erlertürk (5.), 2:0 Erlertürk (14.), 3:0 Aykaç (26.), 4:0 Arslanalp (30.), 5:0 Erlertürk (41.), 6:0 Erlertürk (52.), 7:0 Almay (80.), 8:0 Erlertürk (83.), 9:0 Erlertürk (86.)                     | keine                             |
| 10 | 24. Dezember 1939 | Fenerbahçe Istanbul | Taksim-Stadion, Istanbul   | 3:1 (1:0) | 1:0 Almay (27.), 2:0 Şatıroğlu (50.), 3:0 Madenli (54.) | keine                             |
| 11 | 14. Januar 1940   | Beykozspor          | Taksim-Stadion, Istanbul   | 0:0       | keine | keine                             |
| 12 | 28. Januar 1940   | Topkapı SK          | Taksim-Stadion, Istanbul   | 6:0 (4:0) | 1:0 Erlertürk (14.), 2:0 Şatıroğlu (18.), 3:0 Almay (31.), 4:0 Erlertürk (43.), 5:0 Şatıroğlu (72.), 6:0 Aykaç (89.)                                                                                   | keine                             |
| 13 | 4. Februar 1940   | Beşiktaş Istanbul   | Taksim-Stadion, Istanbul   | 4:0 (1:0) | 1:0 Erlertürk (44.), 2:0 Erlertürk (46.), 3:0 Madenli (57.), 4:0 Almay (59.) | keine                             |
| 14 | 11. Februar 1940  | Altıntuğ            | Fenerbahçe Stadı, Istanbul | 8:0 (3:0) | 1:0 Almay (18.), 2:0 Erlertürk (21.), 3:0 Büyükvafiadis (28.), 4:0 Madenli (53.), 5:0 Erlertürk (61.), 6:0 Madenli (71.), 7:0 Almay (73.), 8:0 Ediz (76.)                                              | keine                             |
| 15 | 18. Februar 1940  | Süleymaniye         | Taksim-Stadion, Istanbul   | 5:1 (2:0) | 1:0 Erlertürk (20.), 2:0 Almay (35.), 3:0 Büyükvafiadis (57.), 4:0 Erlertürk (76.), 5:1 İşal (86. Eigentor)                                                                                            | keine                             |
| 16 | 25. Februar 1940  | Hilal SK            | Fenerbahçe Stadı, Istanbul | 8:0 (2:0) | 1:0 Erlertürk (14.), 2:0 Almay (27.), 3:0 Büyükvafiadis (50. Elfmeter), 4:0 Erlertürk (63.), 5:0 Erlertürk (66.), 6:0 Almay (75.), 7:0 Şatıroğlu (76.), 8:0 Almay (82.)                                | keine                             |
| 17 | 10. März 1940     | Vefa Istanbul       | Taksim-Stadion, Istanbul   | 2:2 (2:0) | 1:0 Aykaç (15.), 2:0 Erlertürk (35.) | keine                             |
| 18 | 24. März 1940     | Istanbulspor        | Şeref Stadyumu, Istanbul   | 3:0 (2:0) | 1:0 Şatıroğlu (15.), 2:0 Şatıroğlu (44.), 3:0 Erlertürk (52.) | keine                             |

### Millî Küme
| ST | Datum          | Gegner                | Ort                        | Ergebnis  | Tor(e) für Galatasaray Istanbul | Karte(n) für Galatasaray Istanbul |
| -- | -------------- | --------------------- | -------------------------- | --------- | --- | --------------------------------- |
| 01 | 31. März 1940  | Fenerbahçe Istanbul   | Taksim-Stadion, Istanbul   | 1:1 (0:1) | 1:1 Tekil (77.) | keine                             |
| 02 | 6. April 1940  | Altınordu Izmir       | Alsancak Stadı, Izmir      | 0:1 (0:1) | keine | keine                             |
| 03 | 7. April 1940  | Altay Izmir           | Alsancak Stadı, Izmir      | 4:5 (3:0) | 1:0 Almay (18.), 2:0 Tekil (32.), 3:0 Ediz (33.), 4:0 Tekil (58.)                                                                                           | keine                             |
| 04 | 20. April 1940 | Muhafızgücü           | Ankara 19 Mayıs Stadyumu   | 2:0 (1:0) | 1:0 Şatıroğlu (41.), 2:0 Şatıroğlu (57.) | keine                             |
| 05 | 21. April 1940 | Gençlerbirliği Ankara | Ankara 19 Mayıs Stadyumu   | 1:0 (1:0) | 1:0 Büyükvafiadis (11.) | keine                             |
| 06 | 27. April 1940 | Muhafızgücü           | Şeref Stadyumu, Istanbul   | 4:0 (2:0) | 1:0 Almay (18.), 2:0 Kılıç (31.), 3:0 Kılıç (77.), 4:0 Kılıç (83.)                                                                                          | keine                             |
| 07 | 28. Mai 1940   | Gençlerbirliği Ankara | Fenerbahçe Stadı, Istanbul | 5:0 (3:0) | 1:0 Kılıç (2.), 2:0 Şahin (10.), 3:0 Almay (15.), 4:0 Kılıç (50.), 5:0 Kılıç (82.)                                                                          | keine                             |
| 08 | 25. Mai 1940   | Altınordu Izmir       | Taksim-Stadion, Istanbul   | 3:0 (1:0) | 1:0 Halim (40.), 2:0 Tekil (61.), 3:0 Şatıroğlu (63.) | keine                             |
| 09 | 26. Mai 1940   | Altay Izmir           | Taksim-Stadion, Istanbul   | 2:1 (1:0) | 1:0 Aykaç (23.), 2:0 Kılıç (63.) | keine                             |
| 10 | 9. Juni 1940   | Fenerbahçe Istanbul   | Fenerbahçe Stadı, Istanbul | 2:3 (1:2) | 1:2 Almay (26.), 2:2 Madenli (50.) | keine                             |
| 11 | 16. Juni 1940  | Beşiktaş Istanbul     | Şeref Stadyumu, Istanbul   | 4:4 (2:1) | 1:0 Kılıç (20.), 2:0 Madenli (30.), 3:1 Kılıç (51.), 4:1 Almay (63.)                                                                                        | keine                             |
| 12 | 23. Juni 1940  | Vefa Istanbul         | Fenerbahçe Stadı, Istanbul | 3:0 (2:0) | 1:0 Almay (15.), 2:0 Erlertürk (40.), 3:0 Kılıç (81.) | keine                             |
| 13 | 30. Juni 1940  | Beşiktaş Istanbul     | Şeref Stadyumu, Istanbul   | 9:2 (1:1) | 1:1 Kılıç (43.), 2:1 Tekil (49.), 3:1 Tekil (54.), 4:1 Kılıç (57.), 5:2 Kılıç (56.), 6:2 Kılıç (73.), 7:2 Tekil (77.), 8:2 Erlertürk (87.), 9:2 Kılıç (89.) | keine                             |
| 14 | 7. Juli 1940   | Vefa Istanbul         | Şeref Stadyumu, Istanbul   | 5:2 (4:2) | 1:0 Aykaç (6.), 2:0 Tekil (14.), 3:1 Erlertürk (25.), 4:1 Aykaç (37.), 5:2 Kılıç (55.)                                                                      | Erlertürk (59.)                   |

### Gece Turnuvası
| Datum              | Gegner      | Ort                      | Ergebnis  | Tor(e) für Galatasaray Istanbul                                       |
| ------------------ | ----------- | ------------------------ | --------- | --------------------------------------------------------------------- |
| 11. September 1939 | Şişli SK    | Taksim-Stadion, Istanbul | 1:0 (1:0) | 1:0 Ediz (28.)                                                        |
| 14. September 1939 | Beyoğluspor | Taksim-Stadion, Istanbul | 3:1 (2:0) | 1:0 Erlertürk (6.), 2:0 Erlertürk (19.), 1:0 Erlertürk (59. Elfmeter) |

### Cumhuriyet Bayram Kupası
| Datum            | Gegner              | Ort   | Ergebnis  | Tor(e) für Galatasaray Istanbul |
| ---------------- | ------------------- | ----- | --------- | ------------------------------- |
| 30. Oktober 1939 | Fenerbahçe Istanbul | n. V. | 1:2 (0:0) | n. V.                           |

In der 65. Minute wurde das Spiel unterbrochen, weil Fenerbahçe gegen die rote Karte von Ali Rıza Tansı protestierte.

### Stadyum Kupası
| Datum            | Gegner            | Ort   | Ergebnis | Tor(e) für Galatasaray Istanbul |
| ---------------- | ----------------- | ----- | -------- | ------------------------------- |
| 3. Dezember 1939 | Beşiktaş Istanbul | n. V. | 3:0      | n. V.                           |

### Yardım Kupası
Die Yardım Kupası war ein Benefizspiel zugunsten der Opfer des Erdbebens vom 27. Dezember 1939 in Erzincan.
| Datum          | Gegner              | Ort   | Ergebnis | Tor(e) für Galatasaray Istanbul |
| -------------- | ------------------- | ----- | -------- | ------------------------------- |
| 7. Januar 1940 | Fenerbahçe Istanbul | n. V. | 2:0      | n. V.                           |

## Spielerstatistiken
| Spieler              | İstanbul Futbol Ligi | İstanbul Futbol Ligi | İstanbul Futbol Ligi | İstanbul Futbol Ligi | Millî Küme | Millî Küme | Millî Küme  | Millî Küme | Total    | Total | Total       | Total      |
| Spieler              | Einsätze             | Tore                 | Gelbe Karte          | Rote Karte           | Einsätze   | Tore       | Gelbe Karte | Rote Karte | Einsätze | Tore  | Gelbe Karte | Rote Karte |
| -------------------- | -------------------- | -------------------- | -------------------- | -------------------- | ---------- | ---------- | ----------- | ---------- | -------- | ----- | ----------- | ---------- |
| Lütfü Aksoy          | 0                    | 0                    | 0                    | 0                    | 1          | 0          | 0           | 0          | 1        | 0     | 0           | 0          |
| Salahattin Almay     | 15                   | 14                   | 0                    | 0                    | 13         | 6          | 0           | 0          | 28       | 20    | 0           | 0          |
| Enver Arslanalp      | 17                   | 1                    | 0                    | 0                    | 14         | 0          | 0           | 0          | 31       | 1     | 0           | 0          |
| Eşfak Aykaç          | 11                   | 6                    | 0                    | 0                    | 11         | 3          | 0           | 0          | 22       | 9     | 0           | 0          |
| Yusuf Bahadır        | 0                    | 0                    | 0                    | 0                    | 0          | 0          | 0           | 0          | 0        | 0     | 0           | 0          |
| Faruk Barlas         | 16                   | 0                    | 0                    | 0                    | 14         | 0          | 0           | 0          | 30       | 0     | 0           | 0          |
| Nikola Büyükvafiadis | 15                   | 8                    | 0                    | 0                    | 7          | 1          | 0           | 0          | 22       | 9     | 0           | 0          |
| Necdet Cici          | 0                    | 0                    | 0                    | 0                    | 0          | 0          | 0           | 0          | 0        | 0     | 0           | 0          |
| Bülent Ediz          | 3                    | 1                    | 0                    | 0                    | 5          | 1          | 0           | 0          | 8        | 2     | 0           | 0          |
| Cemil Erlertürk      | 16                   | 30                   | 0                    | 0                    | 5          | 3          | 0           | 1          | 21       | 33    | 0           | 1          |
| Bedii Etingü         | 2                    | 0                    | 0                    | 0                    | 3          | 0          | 0           | 0          | 5        | 0     | 0           | 0          |
| Osman İncili         | 17                   | 0                    | 0                    | 0                    | 13         | 0          | 0           | 0          | 30       | 0     | 0           | 0          |
| Adnan İncirmen       | 15                   | 0                    | 0                    | 0                    | 10         | 0          | 0           | 0          | 25       | 0     | 0           | 0          |
| Celal Kibarer        | 16                   | 0                    | 0                    | 0                    | 6          | 0          | 0           | 0          | 22       | 0     | 0           | 0          |
| Gündüz Kılıç         | 1                    | 0                    | 0                    | 0                    | 13         | 16         | 0           | 0          | 14       | 16    | 0           | 0          |
| Avni Kurgan          | 0                    | 0                    | 0                    | 0                    | 1          | 0          | 0           | 0          | 1        | 0     | 0           | 0          |
| Sarafim Madenli      | 16                   | 7                    | 0                    | 0                    | 7          | 2          | 0           | 0          | 23       | 9     | 0           | 0          |
| Nino Sarrafyan       | 1                    | 1                    | 0                    | 0                    | 0          | 0          | 0           | 0          | 1        | 1     | 0           | 0          |
| Salim Şatıroğlu      | 14                   | 6                    | 0                    | 0                    | 12         | 3          | 0           | 0          | 26       | 9     | 0           | 0          |
| Musa Sezer           | 10                   | 0                    | 0                    | 0                    | 12         | 0          | 0           | 0          | 22       | 0     | 0           | 0          |
| Süleyman Tekil       | 1                    | 0                    | 0                    | 0                    | 8          | 8          | 0           | 0          | 9        | 8     | 0           | 0          |